# Yuan-Shih Chow
Pour les articles homonymes, voir Chow.
Yuan Shih Chow (chinois : 周元燊, Pinyin: Zhōu Yuánshēn) (1924-2022), aussi connu sous les noms de Y. S. Chow ou Zhou Yuanshen, est un probabiliste sino-américain. Professeur émérite à l'Université Columbia, aux États-Unis, il était l'ancien directeur général de l'Institut de mathématiques de l'Academia sinica, et le directeur du Centre de statistiques appliquées, à l'Université de Nankai à Tianjin, et membre de l'Academia sinica.

## Biographie
Chow est né dans le village de Zhouwan, dans le comté de Zhangnan, préfecture de Xiangfan, dans la province du Hubei le 1er septembre 1924. Il est entré à l'école nationale « Hechuan N°2 Meddile » (合川国立二中). Mais à cause de l'invasion japonaise, il quitte sa ville natale et part terminer ses études secondaires à Chongqing - la capitale de la Chine pendant la Seconde Guerre sino-japonaise. Il est devenu étudiant au département de mathématiques de l'Université nationale du Chekiang (l'Université du Zhejiang) et il a pour professeur Su Buqing. Aux alentours de 1949, il est parti à Taïwan et a enseigné les mathématiques à l'Université nationale de Taïwan à Taipei.
En juillet 1954, sur les conseils de Chung Tao Yang, Chow part aux Etats-Unis. Il est entré à l'Université de l'Illinois à Urbana-Champaign et a étudié sous la direction de Joseph Leo Doob. En 1958, il a reçu son doctorat avec une thèse intitulée « The Theory of Martingales in an S-Finite Measure Space Indexed by Directed Sets ». Il intègre le personnel de l'International Business Machines (IBM) Watson Research Laboratory, par la suite, à l'Université Columbia jusqu'en 1962. De 1962 à 1968, il travaille pour le département de statistiques de l'Université Purdue. De 1968 à 1993, il est professeur de statistiques mathématiques à l'Université Columbia. Il a également été professeur invité dans plusieurs universités, dont l'Université de Californie à Berkeley, l'Université nationale centrale de Taiwan et l'Université de Heidelberg en Allemagne. 

## Prix et distinctions
Yuan-Shih Chow a été élu en 1966 fellow de l'Institut de statistique mathématique, en 1980 il est élu fellow de l'Institut international de statistique et depuis 1974 il est élu académicien à l'Academia sinica .

## Décès
Yuan-Shih Chow est mort dans la province du Hubei le 3 mars 2022 à l'âge de 97 ans.

## Publications
- Probability Theory: Independence, Interchangeability, Martingales, (avec Henry Teicher), Springer Verlag,  (ISBN 978-0-387-40607-7) [7]
- The Theory of Optimal Stopping, avec Herbert Robbins et David Siegmund, 1971 [8]
- Great expectations: the theory of optimal stopping.
- Probability theory independence, interchangeability, martingales.
- Random walk, sequential analysis and related topics : a Festschrift in honor of Yuan-Shih Chow.